# شرایط (فیلم)
شرایط (به انگلیسی: Circumstance) فیلمی از مریم کشاورز و محصول سال ۲۰۱۱ است. این فیلم در جشنواره ساندنس به نمایش درآمد و جایزهٔ برگزیدهٔ تماشاگران را دریافت نمود.
فیلم شرایط به کارگردانی مریم کشاورز روز جمعه ۲۶ اوت ۲۰۱۱ در شهرهای لس آنجلس و نیویورک نمایش یافت. داستان این فیلم به موضوع همجنسگرایی در ایران می‌پردازد و روایت‌گر دلدادگی دو دختر نوجوان به‌یکدیگر در یک رابطه عاشقانه با روابط جنسی و مشکلاتی که چنین رابطه‌ای در وضعیت ایران تحت حاکمیت جمهوری اسلامی با آن مواجه است را به تصویر می‌کشد.

## داستان فیلم
عاطفه حکیمی (دختر یک خانواده متمول و تحصیل‌کرده) همراه با صمیمی‌ترین دوستش شیرین ارشدی (دختر دو مبارز سیاسی که اعدام شده‌اند) به پارتی‌های مختلف می‌روند، مواد مخدر و مشروب مصرف می‌کنند و به صورت غیرقانونی فیلم‌های ممنوعه را دوبله می‌کنند.
مهران برادر عاطفه که در گذشته دانشجوی رشته موسیقی بوده‌است و مدتها به مواد مخدر اعتیاد داشته پس از ترک مواد به خانه برمیگردد اما اعضای خانواده متوجه می‌شوند که رفتار مهران به شدت تغییر کرده و او به یک فرد بسیار متعصب و مذهبی تبدیل شده‌است. این موضوع باعث می‌شود که روابط عاطفه و مهران تحت تأثیر قرار بگیرد. مهران که با بسیج همکاری می‌کند با دیدن شیرین به شدت شیفته او می‌شود. از سوی دیگر ارتباط شیرین و عاطفه از یک دوستی ساده به یک رابطه عاشقانه تبدیل می‌شود.
سرکشی‌های عاطفه و شیرین ادامه می‌یابد و یک شب که هر دو به شدت مست هستند دستگیر می‌شوند. عاطفه به کمک پدرش آزاد می‌شود ولی شیرین به جز دایی متعصبش کسی را ندارد. مهران به شیرین پیشنهاد می‌دهد که در ازای ازدواج با او برای آزادی او اقدام کند و شیرین می‌پذیرد.
ازدواج شیرین و مهران، عاطفه را به شدت افسرده و غمگین می‌کند. اما شیرین به او توضیح می‌دهد که هنوز او را دوست دارد و تنها برای رها شدن از زندان و بودن کنار او با مهران ازدواج کرده‌است و این دو روابط همجنسگرایانه خود را از سر می‌گیرند.
مهران از طریق دوربین‌های مداربسته که مخفیانه در خانه کار گذاشته‌است از رابطه عاطفه و شیرین مطلع می‌شود. او به شدت شیرین را کتک می‌زند و به او تعرض می‌کند. شیرین که ترسیده و وحشت‌زده‌است از عاطفه دوری می‌کند. عاطفه متوجه دوربین‌ها می‌شود و تصمیم می‌گیرد که به صورت غیرقانونی از ایران مهاجرت کند

## شخصیت‌های فیلم
عاطفه حکیمی (نیکول بوشهری): پدرش یکی از آدم‌های سرشناس و پولدار به نام تهران نشان داده، دختری که با سن کم به پارتی‌های زیادی می‌رود. و توجهِ کمی از خانواده اش دریافت می‌کند.
شیرین ارشدی (سارا کاظمی): مادر و پدرش زندانی سیاسی بوده‌اند و اعدام شدند با مادربزرگ و دایی متعصبش زندگی می‌کند.
مهران حکیمی (رضا سیسو صفایی): پسری که اول فیلم معتاد است و سپس استخدام سپاه می‌شود، فردی مذهبی است

## جشنواره‌ها
- جشنواره ساندنس
- جشنواره فیلم‌های همجنسگرایانهٔ لندن[۵]

## موسیقی متن
در این فیلم از موسیقی هنرمندان ایرانی و خارجی زیادی مانند لیلا فروهر و شهرام کاشانی و اندی و گروه زدبازی استفاده شده است همچنین خواننده جینجر شانکار نیز به آهنگسازی پرداخته است  در این فیلم از آهنگ های در سبک رپ هم استفاده شده است مانند قطعه به نام زن از فریناز موسیقی متن این اثر نشر مشترک کمپانی آمریکایی میلان رکوردز و کمپانی یونیورسال است
| ردیف | آهنگ                        | اجرا شده توسط                                            | زمان قطعه |
| ---- | --------------------------- | -------------------------------------------------------- | --------- |
| 1    | بردی از یادم                | لیلا فروهر همراه با Jas Ahluwalia و Bahman Sarram        | 1:42      |
| 2    | Reza's Theme                | جینجر شانکار                                             | 2:15      |
| 3    | پارتی                       | زدبازی                                                   | 4:22      |
| 4    | زمین صاف                    | زدبازی                                                   | 4:22      |
| 5    | Forbidden Love              | جینجر شانکار و Shahzad Ismaily                           | 1:29      |
| 6    | The Swim                    | جینجر شانکار                                             | 0:56      |
| 7    | The Prayer                  | Sussan Deyhim                                            | 0:43      |
| 8    | Fantasy Love Theme          | جینجر شانکار                                             | 1:20      |
| 9    | Finding You                 | جینجر شانکار                                             | 2:30      |
| 10   | Sahraie                     | اندی                                                     | 3:26      |
| 11   | Between Worlds              | جینجر شانکار و David Christophere                        | 5:11      |
| 12   | The Prayer 2                | Sussan Deyhim                                            | 1:00      |
| 13   | Surveillance Theme          | جینجر شانکار                                             | 1:13      |
| 14   | Within Reach - Car Chase    | Janani Shankar و Stevie Snyder و Jake Synder همراه با MT | 1:21      |
| 15   | The Prayer 3                | Sussan Deyhim                                            | 0:44      |
| 16   | Shireen Is Lost             | جینجر شانکار                                             | 1:38      |
| 17   | عقربه ذلف کجت               | فاتهه اقبالی و کیاوش نورایی                              | 2:09      |
| 18   | دختر بندری                  | شهرام کاشانی                                             | 5:12      |
| 19   | Reza's Dark Theme           | جینجر شانکار                                             | 0:36      |
| 20   | Love Theme Part 2           | جینجر شانکار                                             | 1:12      |
| 21   | Reza Discovered             | جینجر شانکار                                             | 1:44      |
| 22   | Confrontation               | جینجر شانکار                                             | 0:50      |
| 23   | Within Reach (Full version) | Janani Shankar و Stevie Snyder و Jake Synder همراه با MT | 1:25      |
| 24   | به نام زن                   | فریناز                                                   | 4:00      |